# Driver: Vegas
Driver: Vegas — игра для мобильных телефонов, созданная Gameloft и Glu Mobile, действие которой происходит после событий Driv3r. Игра не относится к главной серии игры.

## Сюжет
Сюжетная линия Driver Vegas происходит после событий Driv3r, случившихся с Таннером в медицинской комнате. Его сердце снова забилось, и он решает убить Джерико, которого, ещё будучи полицейским, был не в состоянии убить в Driv3r. После он поехал отдыхать в Лас-Вегас.

## Геймплей
В основном миссии «пешие», но есть и те, которые надо выполнять, перемещаясь на транспорте.

## Отзывы
Игра получила в основном негативные отзывы: на GameSpot выставлена оценка в 3,8 балла из 10. Однако, позитивный отзыв оставил рецензент из IGN, оценив игру в 8,6 баллов из 10.